# Ramiro Arrue
 (juillet 2018).
Pour les articles homonymes, voir Arrue.
Ramiro Arrue y Valle, dit Ramiro Arrue, né le 20 mai 1892 à Bilbao, mort le 1er avril 1971 à Saint-Jean-de-Luz, est un peintre, illustrateur, céramiste basque espagnol qui a consacré toute son œuvre au Pays basque.

## Biographie
Ramiro Arrue naît au sein d'une famille d'artistes : ses trois frères aînés (il a aussi deux sœurs), Alberto, Ricardo, José, sont aussi, à des degrés divers, des artistes qui exposeront souvent avec lui. Le père, Lucas Arrue, collectionneur, met en vente ses collections (dont un Goya) pour payer les études artistiques de ses fils. À dix-neuf ans, Ramiro va à Paris pour suivre des cours à la Grande Chaumière. Il côtoie alors le milieu de Montparnasse, dont ses compatriotes Mogrovejo, Zuloaga, Francisco Durrio, et le sculpteur Bourdelle qui devient son ami. Il fréquente aussi Picasso, Modigliani, Jean Cocteau. En 1911, il expose au Salon des Artistes français. Alternant les séjours à Paris l'hiver et à Saint-Jean-de-Luz ou à Ciboure l'été, il s'installe, avec son frère José, dans cette dernière ville en 1917.
En 1922, avec ses amis Philippe Veyrin et le commandant Boissel, il fonde le Musée basque de Bayonne.
En 1925, il obtient la Médaille d'or à l'Exposition internationale des arts décoratifs et industriels modernes de Paris pour son œuvre Yo ou Fandango. Pour le stand du Pays basque français, il crée avec son frère José deux grands formats de 155 x 300 cm (Baserritarrak - aujourd'hui exposé au Musée des Beaux-Arts de Bilbao - et Fandango - destiné à la salle des mariages de la mairie de Saint-Jean-de-Luz). 

Il expose à Bayonne, Pau, Strasbourg, Bilbao, Cordoue
 Avec son frère José, il expose aussi en Amérique du Sud : à Buenos Aires, Montevideo. Mais il revient toujours au Pays basque, à Saint-Jean-de-Luz, où il s'installe en 1917, et où il puise toute son inspiration : paysages, portraits, scènes quotidiennes. Il est membre de l'association des artistes basques, puis du groupe des neuf.
En mars 1929, il épouse Suzanne, et ils vont en voyage de noces à Saint-Tropez, site recommandé par Dunoyer de Segonzac.
Il illustre Francis Jammes (La Noce basque), Pierre Loti ( Ramuntcho), Joseph Peyré (Jean le basque), Jean Poueigh (Le Folklore des Pays d'oc). Il réalise pour l'Opéra de Bordeaux les décors et les costumes de Perkain, drame lyrique de Pierre-Barthélemy Gheusi d'après Pierre Harispe, musique de Jean Poueigh. Il réalise pour des hôtels et des villas des peintures murales. Initié par son frère Ricardo, il réalise aussi de nombreux émaux.
En 1943, Ramiro Arrue, qui ne s'est pas préoccupé de se faire naturaliser, est arrêté avec d'autres Basques espagnols et incarcéré à la citadelle de Saint-Jean-Pied-de-Port. Après la guerre, si les commandes diminuent, il continue à peindre avec acharnement.

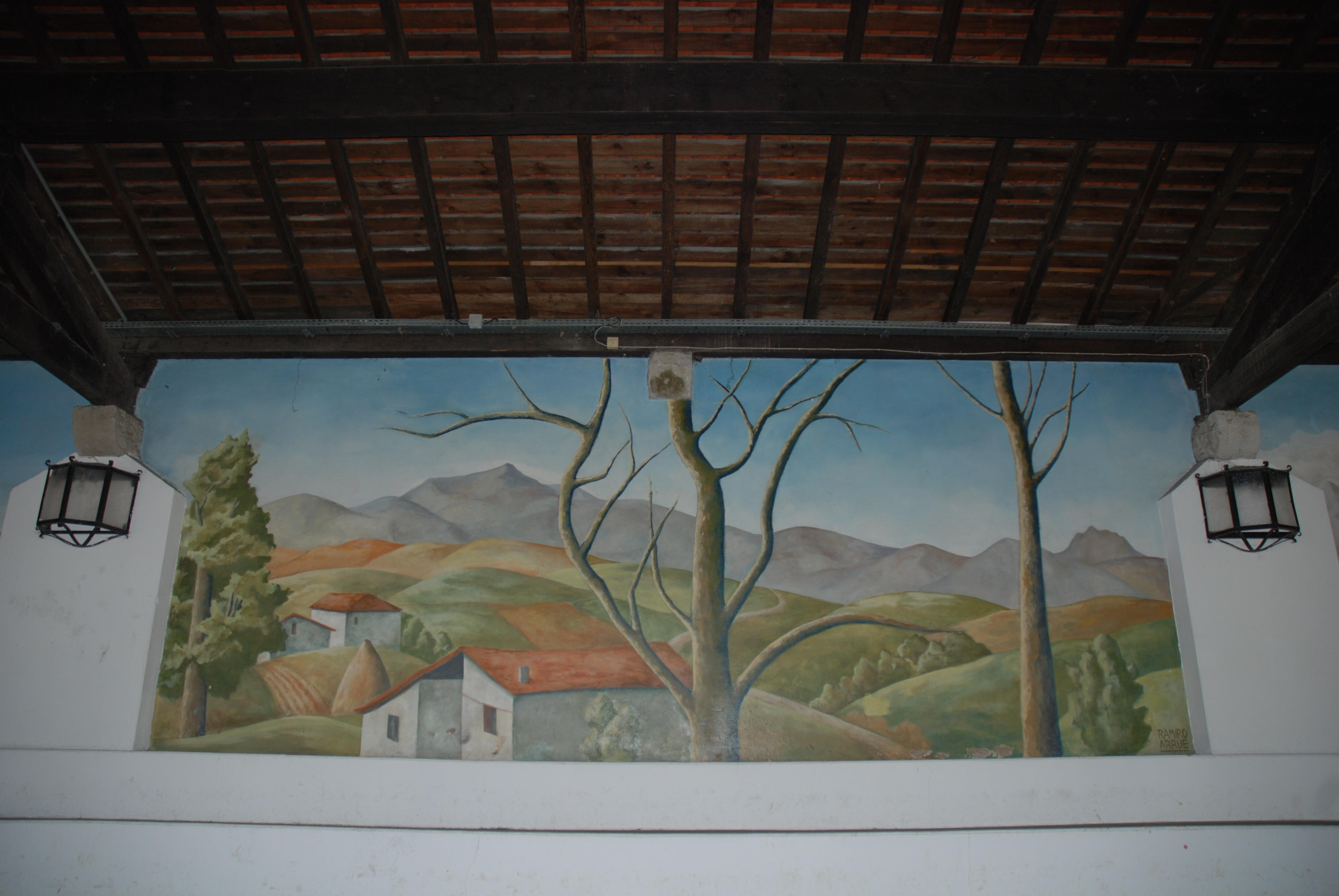
Fresque, Arcangues

En 1965, il obtient à Saint-Sébastien le premier prix du Paysage basque.
La fin de sa vie est marquée par la solitude et le dénuement. Il meurt en avril 1971 d'un cancer du poumon. Il repose au cimetière ancien de Saint-Jean-de-Luz.
Surnommé le « Gauguin basque » par Eugène Goyheneche, Ramiro Arrue demeure le peintre le plus représentatif du Pays et de l'âme basques. Son style est figuratif, d'une grande ampleur, au dessin sobre, à la fois presque monumental et proche de l'imagerie, aux harmonies de couleurs assourdies. On a pu dire que chez tout Basque, où qu'il se trouve dans le monde, il y a un Arrue.

« Les couleurs sous le pinceau de Ramiro Arrue, c’est d’abord une trilogie : vert, blanc, rouge. Permanence de type héraldique, signe d’appartenance, résumé chromatique d’un pays aux collines vertes, aux maisons bien blanches dont les toits et les boiseries sont rouges. »

— Hélène Saule-Sorbé.
En 2021-2022, le Musée des Beaux-Arts de Bilbao présente l'exposition Les frères Arrue à Paris.